# Joaquim Manuel Fos
Joaquim Manuel Fos (València, 1730-1789) va ser un industrial seder valencià que impulsà la modernització d'aquesta indústria al segle xviii.

## Biografia
Fos va néixer al carrer del Bany del barri valencià de Velluters. Allí tenia la seua residència i fàbrica. Després d'un origen modest com a premsador de teixits, es va integrar a la burgesia mercantil valenciana mitjançant els seus succesius matrimonis amb dues filles de sengles comerciants acabalats, Josepa Antonia Escoto i Tomasa Ricord.
Va destacar com a tècnic especialitzat en la indústria de la seda i com a comerciant d'aquests teixits.
A més de per a l'activitat industial sedera, les innovacions que va conèixer al seu viatge les va aprofitar per a altres àmbits. Així quan va ser alcalde de barri, establí el 1770 un cos de vigilants nocturns (serenos) i impulsà la instal·lació de fanals.
Va fer la proposta d'una fàbrica d'armes blanques per a l'exèrcit i tisores per a la indústria de draps d'Alcoi, la qual es va inaugurar el 1777 i per a la qual va proporcionar fons, models i dades, i va buscar mà d'obra especialitzada.
Després de la seva mort, el 1789, va ser enterrat a València, a la capella de la Mare de Déu del Roser de l'església dels Dominics del convent del Pilar.

## Vida professional
Per adquirir els seus coneixements sobre la indústria tèxtil, Fos va emprendre un viatge extraordinari, durant el qual va haver d'adoptar diferents personalitats i fins i tot va arribar a fingir la seua mort.
La seua curiositat pels secrets dels fabricants estrangers el va impulsar a emprendre una campanya d'espionatge industrial als centres manufacturers més dinàmics de França i Anglaterra, on va aprendre les tècniques que li van permetre perfeccionar les manufactures sederes. El caràcter enigmàtic amb el que va embolicar la seua partida, fingint una desaparició violenta, i les peripècies que va narrar sobre el viatge van alimentar una llegenda que s'incrementava, fins al punt que en versions posteriors es va ampliar el recorregut fins a un total de nou països on va aparentar identitats diverses, com la de “fastuós príncep” a Florència o la d'“infeliç captaire” a França. Va estudiar les noves tècniques de la indústria tèxtil a Lió i mencionà haver viatjat per diversos països d'Europa, el Pròxim Orient i Amèrica.
Al servei de la Junta de Comerç de València, va realitzar el 1773 una important gestió a la cort per aconseguir que les cintes distintives de la Reial Ordre de Carles III, que acabava de ser creada pel monarca, es fabricaren a València.
Els contactes que va fer llavors van contribuir a la seua designació com a inspector general de les fàbriques de seda de València el 28 de setembre de 1777, cosa que li atorgava àmplies facultats de regulació i direcció del sector.
Dins d'aquesta funció, va dur a terme una polèmica iniciativa en interpretar de manera restrictiva les mesures ambigües adoptades el 1778, organitzant el 31 de gener de 1784 una mena d'auto de fe a la plaça del Mercat de València al qual es va procedir a cremar solemnement diverses mostres de teixits de seda que no s'ajustaven als criteris de les ordenances. El malestar que va generar aquest acte de deshonra pública dels fabricants afectats va conduir a l'obertura d'un expedient a la Junta General de Comerç que va culminar amb la desaprovació del procediment seguit per l'inspector general el 6 de març de 1787. Malgrat aquest incident, se'l considera un dels més actius difusors de les innovacions manufactureres contemporànies estrangeres a Espanya.
Escriví el tractat Instrucción metódica sobre los muerés (Madrid, 1790), dedicat als moarés.

## Càrrecs
Ferran Vi l'anomenà Prensador de la Gran Casa. Fou vocal de la Junta de Comerç de València del 1769 al 1775 i Inspector General de les Fàbriques de Seda del Regne de València des del 1777.